# Horacio Harrington
Horacio Jaime Harrington y Merani (* 17. September 1910 in Bahía Blanca, Provinz Buenos Aires; † 21. Dezember 1973 in Buenos Aires) war ein argentinischer Geologe und  Paläontologe.
Er wurde auch Jim Harrington genannt. Harrington ging in Buenos Aires zur Schule und studierte dort ab 1929 Naturwissenschaften mit der Promotion 1931. Danach kartierte er geologisch auf einer Insel nahe Tierra del Fuge, was ihn ermöglichte mit einer Prince of Wales Fellowship in Oxford zu studieren und zu promovieren (Ph. D.). Vor der Rückkehr 1936 studierte er Alpengeologie an der Universität Bern. 1936 bis 1943 arbeitete er für die argentinische geologische Landesaufnahme in ganz Argentinien. Gleichzeitig war er ab 1936 Assistent und ab 1942 Professor für Geologie an der Universidad de Buenos Aires. 1953 ging er zunächst zu einer Gastprofessur am Hamilton College in die USA und wurde Forschungsprofessor an der University of Kansas. 1957 wurde er dort Rose Morgan Professor, wechselte aber bald darauf als Leiter der Abteilung Übersee-Geologie zu Tenneco Oil in Houston, was er bis 1964 blieb. Danach war er beratender Geologe, bis er 1971 nach Buenos Aires zurückkehrte. Seine separat geschickte wertvolle Bibliothek versank in einem Schiff vor Brasilien.
Als Gastprofessor lehrte er auch an der Columbia University (1954), der University of Michigan und der Universität in Cincinnati. 
Er befasste sich mit einer breiten Palette von Themen zur Geologie Südamerikas (allgemein größere strukturelle Einheiten und regional in Argentinien besonders Sierras Australes und Prä-Kordilleren, in Chile die Regionen Antofagasta und Atacama, Uruguay, Ost-Paraguay) und in der Paläontologie Trilobiten und Brachiopoden (meist aus Argentinien). Er schrieb Beiträge zu den Cnidaria und Trilobiten im Treatise on Invertebrate Paleontology.

## Schriften
- Abschnitte Morphostructural regions of South America, Argentinia, Paraguay, Uruguay in: W. F. Jenks (Herausgeber), Handbook  of South American Geology, Geological Society of America, Memoir 65, 1956
- General description of Trilobites, Classification, Suborder Redlichiina, Families Hypermecaspididae, Hapalopleuridae and Pliomeridae. In: R. C. Moore (Hrsg.): Treatise on Invertebrate Paleontology, Part O. Arhtropoda 1: 38–117, 145–170, 190–194, 269–273, 429–432, 439–442. Lawrence, Kansas 1959
- mit Raymond C. Moore: Dipleurozoa, Scyphozoa, Trachylynida, Siphonophorida y Medusae incertae sedis and unrecognizable forms. In: Moore R.C., ed., Treatise on Invertebrate Paleontology, Part F. Coelenterata. Pp. F21-F23, F24-F27, F27-F38, F38-F53, F54-F66, F68-F76, F77-F80, F145-F152, F153-F161. Lawrence 1957
- mit Armando F. Leanza: Ordovician Trilobites of Argentina, University of Kansas, Department of Geology, Special Publication 1, 1957, S. 1–276
- Geology of parts of Antofagasta and Atacama Provinces, Northern Chile. American Association Petroleum Geologists, Bulletin 45(2), 1961, S. 169–197
- Space, Things, Time and Events - An essay on Stratigraphy. American Association of Petroleum Geologists (AAPG), Bulletin 49 (10), 1966, S. 1601–1646
- The Cambrian Formations of South America. In: Simposio El Sistema Cámbrico, su paleogeografia y el problema de su base, Part 3, XX Congreso Geológico Internacional (México), 1961, S. 504–516
- Palaeogeographical Development of South America, AAPG Bulletin 46(10), 1962, S. 1773–1814
- Devonian of South America. International Symposium on the Devonian System, Proceedings 1, 1967, S. 651–671
- Sierras Australes de Buenos Aires. In: A. F. Leanza (Hrsg.), Geología Regional Argentina, Academia Nacional de Ciencias, Córdoba, 1972, S. 395–405
- South America, in R. W. Fairbridge, The Encyclopedia of Earth Sciences, 8 The Encyclopedia of World Regional Geology. Dowden, Hutchinson & Ross 1975